# Acumulările Rogojești - Bucecea
Acumulările Rogojești - Bucecea este o arie protejată (arie de protecție specială avifaunistică — SPA) din România întinsă pe o suprafață de 2.106,5 ha, integral pe uscat.

## Localizare
Aria naturală se întinde în extremitatea nord-vestică a județului Botoșani, pe teritoriile administrative ale comunelor: Mihăileni și Vârfu Câmpului și în cea estică a județului Suceava, pe teritoriile comunelor: Grămești, Hănțești și Zvoriștea și pe cel al orașului Siret. Centrul sitului Acumulările Rogojești - Bucecea este situat la coordonatele 47°48′04″N 26°21′02″E / 47.8012°N 26.350642°E.

## Înființare
Situl Acumulările Rogojești - Bucecea a fost declarat arie de protecție specială avifaunistică în octombrie 2011 pentru a proteja 49 de specii de animale.

## Biodiversitate
Încadrată în ecoregiunea continentală aflată la contactul Câmpiei Moldovei (Câmpia Jijiei) cu Podișul Sucevei (Dealul Bour, Șaua Bucecii, Dealul Mare), aria protejată dispune de patru tipuri de habitate naturale: Ape dulci continentale (curgătoare și stătătoare), Culturi cerealiere extensive (inclusiv culturile de rotație cu dezmiriștire), Mlaștini, smârcuri și turbării și Pajiști ameliorate; ce asigură condiții prielnice de odihnă, hrănire și cuibărire pentru păsări acvatice în perioada migrației.
La baza desemnării sitului se află mai multe specii avifaunistice aflate pe lista roșie a IUCN și protejate la nivel european prin Directiva 79/409/CEE din 2 aprilie 1979 (privind conservarea păsărilor sălbatice); astfel: pescăruș albastru (Alcedo atthis), rață sulițar (Anas acuta), rață pitică (Anas crecca), rață fluierătoare (Anas penelope), rață mare (Anas platyrhynchos), rață cârâitoare (Anas querquedula), rață pestriță (Anas strepera), gârliță mare (Anser albifrons), stârc cenușiu (Ardea cinerea), stârc roșu (Ardea purpurea), rață-cu-cap-castaniu (Aythya ferina), rața moțată (Aythya fuligula), Aythya marila, rață roșie (Aythya nyroca), buhai de baltă (Botaurus stellaris),  prundaș gulerat mic (Charadrius dubius), chirighiță-cu-obraz-alb (Chlidonias hybridus), chirighiță neagră (Chlidonias niger), barză albă (Ciconia ciconia), erete de stuf (Circus aeruginosus), erete vânăt (Circus cyaneus), lebădă de iarnă (Cygnus cygnus), lebădă de vară (Cygnus olor), egretă albă (Egretta alba), egretă mică (Egretta garzetta), lișiță (Fulica atra), cufundar polar (Gavia arctica), cufundar mic (Gavia stellata), codalb (Haliaeetus albicilla), piciorong (Himantopus himantopus), stârc pitic (Ixobrychus minutus), sfrâncioc roșiatic (Lanius collurio), sfrânciocul cu frunte neagră (Lanius minor), pescăruș argintiu (Larus cachinnans), pescăruș mic (Larus minutus), pescăruș râzător (Larus ridibundus), sitar de mâl (Limosa limosa), ferestraș mic (Mergus albellus), cormoran mare (Phalacrocorax carbo), cormoran mic (Phalacrocorax pygmeus), bătăuș (Philomachus pugnax), ploier auriu (Pluvialis apricaria), chiră mică (Sterna albifrons), chiră de baltă (Sterna hirundo), fluierar negru (Tringa erythropus), fluierar de mlaștină (Tringa glareola), fluierarul de zăvoi (Tringa ochropus), fluierarul cu picioare roșii (Tringa totanus), nagâț (Vanellus vanellus).

## Căi de acces
- Drumul național DN29A, pe ruta: Suceava - Burdujeni - Adâncata - Călugăreni - Șerbănești - Zvoriștea[6]